# Pierrette Dame
Pierrette Dame, född 26 augusti 1936, är en fransk bågskytt. Hon deltog vid olympiska sommarspelen 1972.